# Sugar Todd
Sugar Raeshelle-Faye Chelsea Todd (Omaha, 19 juli 1990) is een Amerikaans langebaanschaatsster met de korte afstanden als specialisme. Ze nam namens de Verenigde Staten deel aan de Olympische Spelen van 2014.

## Biografie

### Jeugd
Todd is een dochter van een brandweerman en diens vrouw. Ze begon op achtjarige leeftijd met schaatsen in haar geboorteplaats Omaha in Nebraska. Een jaar later ging ze met haar moeder in Milwaukee wonen om te kunnen trainen in het Pettit National Ice Center. Haar vader bleef in Nebraska achter om geld te verdienen voor de trainingen van zijn dochter. Hij werkte steeds tien dagen bij de brandweer en ging dan voor zes dagen naar zijn vrouw en dochter. Todd deed ook aan baanwielrennen, maar daar stopte ze mee toen ze naar Salt Lake City verhuisde en een plek in de Amerikaanse schaatsploeg kreeg.

### Schaatscarrière
In 2010 probeerde ze zich vergeefs te kwalificeren voor de Olympische Spelen in Vancouver. Bij de wereldkampioenschappen sprint in januari 2014 behaalde Todd de veertiende plaats in het eindklassement. Toen Todd zich voor de Olympische Spelen in Sotsji wist te plaatsen, startte ze een GoFundMe-campagne om haar ouders in staat te stellen als supporters mee te reizen. Hier werd ze 29ste op de 500 meter en 32ste op de 1000 meter.

## Persoonlijke records
| Afstand    | Tijd    | Datum            | Baan           |
| ---------- | ------- | ---------------- | -------------- |
| 500 meter  | 37,63   | 20 november 2015 | Salt Lake City |
| 1000 meter | 1.15,05 | 25 februari 2017 | Calgary        |
| 1500 meter | 1.58,59 | 31 december 2013 | Salt Lake City |
| 3000 meter | 4.30,98 | 27 november 2005 | Calgary        |

## Resultaten
| Jaar | WK Sprint                | WK Afstanden       | Olympische Spelen  | WK Junioren                               |
| ---- | ------------------------ | ------------------ | ------------------ | ----------------------------------------- |
| 2009 |                          |                    |                    | NC22 (26e, 22e, 21e, -) 10e achtervolging |
| 2010 |                          |                    |                    | NC26 (21e, 29e, 25e, -) 11e achtervolging |
|      |                          |                    |                    |                                           |
| 2013 | NC25 (25e, 25e, 25e, -)  |                    |                    |                                           |
| 2014 | 14e (12e, 14e, 15e, 15e) |                    | 29e 500m 32e 1000m |                                           |
| 2015 | 13e (12e, 17e, 13e, 11e) |                    |                    |                                           |
| 2016 | 19e (18e, 21e, 16e, 22e) | 17e 500m 20e 1000m |                    |                                           |
| 2017 | 16e (13e, 15e, 11e, 20e) | 20e 500m           |                    |                                           |